# Província de Mersin
La província de Mersin és una divisió administrativa de Turquia a la costa i regió Mediterrània entre Antalya i Adana amb capital a la ciutat de Mersin. Fins al 2002 va portar el nom de província d'Içel (abans Ičel). Una altra ciutat destacada, a més de la capital, és Tars, lloc de naixement de Sant Pau apòstol,

## Geografia
És una província muntanyosa amb el 87% del territori format per muntanyes, sent el punt més alt el puig Medetsiz de 3.584 mentre a la serra de Bolkar. Les planes estan a la zona de la costa. Diversos rius corren des de les muntanyes destacant el Göksu (antic Kalykadnos) i el Tars, a més de diversos rierols menors. La línia de costa té 321 km. La capital, Mersin, és el principal port turc de la Mediterrània i disposa de refineria de petroli i una zona de lliure comerç. La ciutat inclou universitat.
La superfície és de 15.853 km² i la població de 2.275.216 habitants.

## Divisió administrativa
Està dividida en tretze districtes. D'aquests, un total de quatre (Akdeniz, Mezitli, Toroslar i Yenişehir, assenyalats en negreta) corresponen a la capital, Mersin, i no apareixen reflectits al mapa adjunt:
- Akdeniz
- Anamur
- Aydıncık
- Bozyazı
- Çamlıyayla
- Erdemli
- Gülnar
- Mezitli
- Mut
- Silifke
- Tars
- Toroslar
- Yenişehir

## Història
El seu antecedent històric fou el districte militar romà d'Orient de Selèucia (Seleukia) creat al segle ix com a zona fronterera amb els àrabs musulmans i que abraçava no obstant un territori major. Després del 1071 va caure en mans de senyors armenis i el Regne Armeni de Cilícia va fortificar les seves viles especialment Anamur, Sechin i Kelenderis a la costa i Ermenak i Lauzad a l'interior.
Els seljúcides van ocupar la zona vers el 1228 i van dominar una a una les nombroses fortaleses de les que es coneixen els noms però no han pogut ser identificades, arribant fins a Silifke defensada per la fortalesa de Camardesium defensada pels Cavallers de Sant Joan. Aquestos territoris foren anomenats wilayat-i Arman o Armanistan o Armanak però després va agafar el nom de província de Kamar al-Din en honor del primer governador seljúcida. L'arribada de les tribus oghuz va transformar la regió i quan el sultanat de Rum es va fraccionar la zona va passar a mans dels emirs de Karaman que van arrabassar totes les viles i fortaleses al seljúcides sent les darreres Ermenak i Silifke.
Sota els karamànides la regió es va dir Ič Ili (part interior). Una de les tribus principals de la zona foren els turcmans varsak, entre els quals els safàvida Shaykh Djunayd va predicar a la meitat del segle xv que es van erigir un emirat independent a la part oriental mentre l'occidental romania en poder dels karamànides. Aquestos a partir del 1397 sovint van utilitzar la zona com a refugi quan lluitaven contra els otomans i progressivament li van dir Tash Ili que vol dir terra exterior (o terra rocosa) però que va esdevenir sinònim d'Ič Ili. En aquesta zona es va desenvolupar l'orde dels Samarkandiyya, fundada per Ala al-Din Ali (mort el 1457/1458). Les terres dels karamànides van passar als otomans però amb l'ajut dels "croats" de Mocenigo els emirs karàmanides van reconquerir algunes fortaleses com Silifke i Ermenak (i algunes altres) que no van entregar als otomans fins al 1473, després de la victòria de Mehmet II sobre Uzun Hasan a la tardor d'aquest any. El xipriotes dominaven alguna fortalesa a la costa però van perdre la darrera, Koyrikos (Coricos) el 1448. Els mamelucs havien dominat Alanya després del 1427, però a la meitat del segle se'n van retirar.
El 1483 els otomans van crear el sandjak d'Ič Il que fou unit al waliyat de Karaman, amb capital a Silifke. Després de la conquesta de Xipre el 1571 el sandjak fou unit a l'eyalat de Kibris; alguns grups establerts a Ič Il van ser traslladats a Xipre. El 1671 fou travessat per Evliya Çelebi i pertanyia a l'eyalat d'Adana. Grups de turcmans nòmades de la província foren traslladats a Xipre el 1712 i 1714. Al segle xviii el sandjak va ser sovint un arpalik (una mena de govern en feu) dels grans visirs deposats. El 1831 va passar a l'eyalat d'Adana. Sota la república el kada d'Ermenak fou agregat a la província de Konya i la resta del sandjak va formar la província d'Içel, amb capital a Mersin. Va agafar el nom de la capital el 2002.

## Llocs destacats
- Tars, amb la casa i la font de Pau llocs de peregrinació cristians
- Silifke, antiga Selèucia d'Isàuria, amb una antiga església romana d'Orient (Aya Tekla) dedicada a la primera dona que fou santa (Santa Tecla).
- Ruïnes romanes de Soloi-Pompeiòpolis, properes a Mersin.
- Ruïnes d'Elaiussa Sebaste, a 55 km de Mersin.
- Diversos castells destacant els de Kızkalesi i de Namrun.